# 樊雨洁
樊雨洁（2009年12月30日—），上海人，中华人民共和国演员。

## 生平
曾出演电影《归去》《我和我的祖国》，电视剧《新边城浪子》《隐形的翅膀》。